# Castelões de Cepeda
Castelões de Cepeda era una freguesia portuguesa del municipio de Paredes, distrito de Oporto.

## Historia
Fue suprimida el 28 de enero de 2013, en aplicación de una resolución de la Asamblea de la República portuguesa promulgada el 16 de enero de 2013 al unirse con las freguesias de Besteiros, Bitarães, Gondalães, Madalena, Mouriz y Vila Cova de Carros, formando la nueva freguesia de Paredes.